# قصر الشهداء (تونس)
قصر الشهداء، أو النصب التذكاري للشهداء بالساقية، هو صرح معماري يقع في معتمدية ساقية سيدي يوسفـ بولاية الكاف في تونس، بني خصيصا تخليدا لروح الشهداء الذين سقطوا في أحداث ساقية سيدي يوسف 08 فيفري 1958.

## نبذة

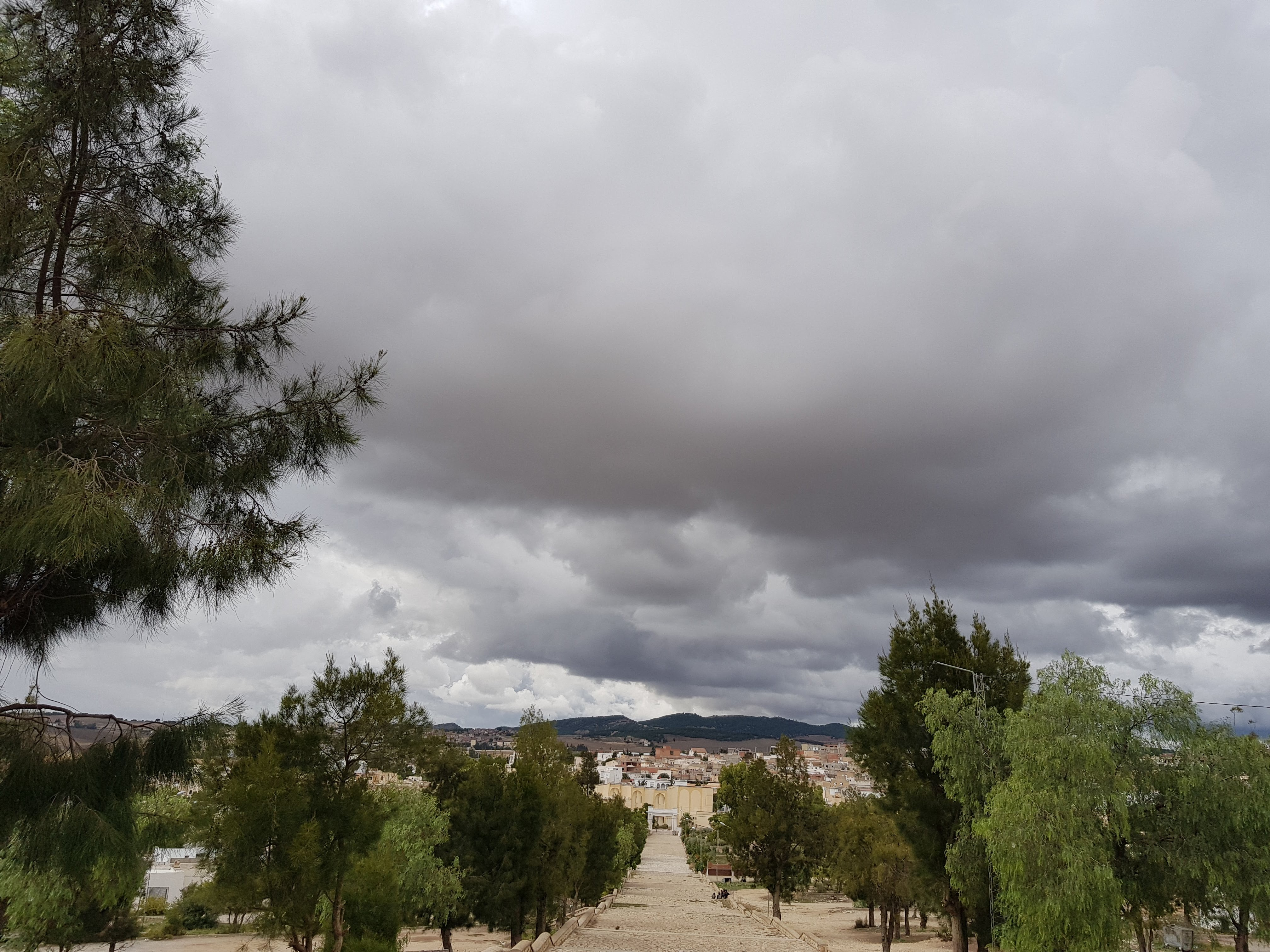
مشهد لساقية سيدي يوسف من قصر الشهداء

بدأ البناء فيه بأمر من الحبيب بورقيبة بعد عشر سنوات من أحداث الساقية سيدي يوسف. يزور هذا النصب التذكاري سنويا يوم 08 فيفري 1959 مسؤولون من الدولة التونسية والجزائرية حيث يقومون بقراءة الفاتحة على روح الشهداء و يعد هذا النصب التذكاري رمزا لمدينة الساقية .